# Josep Maria Minguella
Josep Maria Minguella (Guimerà (provincie Lleida), 1941) is een Spaanse spelersmakelaar en voormalig voetbaltrainer.
Minguella studeerde Rechten aan de Universitat de Barcelona en was vervolgens coach van het voetbalteam van de universiteit. In 1970 werd Minguella door FC Barcelona aangetrokken als tolk voor de Engelse trainer Vic Buckingham. Toen Rinus Michels in 1971 werd aangesteld als coach van de club, werd Minguella assistent-trainer. Hij werkte vier seizoenen samen met de Nederlander, waarna Minguella gedurende een jaar secretaris was bij Hércules CF. In 1978 was hij betrokken bij de verkiezingscampagne van Josep Lluís Núñez voor clubpresident van FC Barcelona. Daarna werd Minguella voetbalmakelaar en in deze functie haalde hij vele spelers naar FC Barcelona, waaronder Diego Maradona, Hristo Stoitchkov en Romario. Onder president Joan Gaspart was Minguella transferadviseur van de club. In 2003 besloot hij uiteindelijk om zelf deel te nemen aan de presidentsverkiezingen van FC Barcelona, waarin Minguella uiteindelijk slechts 3.7% van de stemmen kreeg en Joan Laporta de winnaar was. Zijn beloftes waren destijds om Lúcio, Deco, Andrés D'Alessandro, Martin Petrov, Robinho en Roy Makaay naar FC Barcelona te halen. In 2010 nam Minguella opnieuw deel aan de presidentsverkiezingen van FC Barcelona. Hij zette samen met advocaat Jordi Medina, eveneens een voormalige presidentskandidaat, een kandidatuur op met zakenman Santiago Salvat als beoogde president. De kandidatuur wist echter onvoldoende handtekeningen van medestanders te verzamelen om daadwerkelijk mee te kunnen doen aan de verkiezing.